# فيصل عزيز
فيصل عزيز (مواليد 1957) لاعب كرة قدم عراقي سابق لعب كمهاجم. مثّل منتخب العراق في دورة الألعاب الآسيوية عام 1982.
لعب فيصل للمنتخب الوطني بين عام 1980 وعام 1981. ظهر لأول مرة على المستوى الدولي ضد بولندا عام 1980. في عام 1981، ساعد العراق على الفوز بسباق بيستابولا ميرديكا.